# Нова ратуша (Гданськ)
Нова ратуша в Гданську — ратуша в м. Гданську, побудована в 1898—1901 роках у стилі неоренесансу. Розташована на колишній вулиці Елізабетвалль нім. Elizabethwall, нині вул. Wały Jagiellońskie, 1). Нині — резиденція Гданської міської ради. Відома в розмовній мові як Старий Жак через те, що раніше ратуша була місцем перебування студентського клубу «Żak».

## Історія
Комплекс будівель, відомий як Generalkommando, був побудований як резиденція прусського гарнізонного командування в Гданську. Він складався з невеликого палацу та стайні — споруди, що не збереглася до наших днів, і парку площею 1,8 га.
Будівлю була внесено до реєстру пам'яток 17 квітня 1972 року, а в 1993 році до реєстру були додані стайня, цегляна стіна і парк. На даний час будівля зареєстрована як «Головне командування прусського гарнізону (колишній Студентський клуб „Żak“) — Ратуша (головна будівля, стайня, цегляна стіна, парк)».
За ці роки у будівлі було багато власників:
- Головне командування прусського гарнізону,
- Командування XVIII-го армійського корпусу,
- Будинок генерала Річарда Хекінга, головнокомандувача Союзними окупаційними силами (1920),
- Будинок Верховного комісара Ліги Націй за часів Вільного міста Данциг,
- Військове окружне командування і будинок гауляйтера Альберта Форстера (під час Другої світової війни),
- Міський комітет ПОРП (1945—1957)[5],
- Студентський клуб «Żak» (1957—1995),
- Гданська міська рада (з 1999 року).

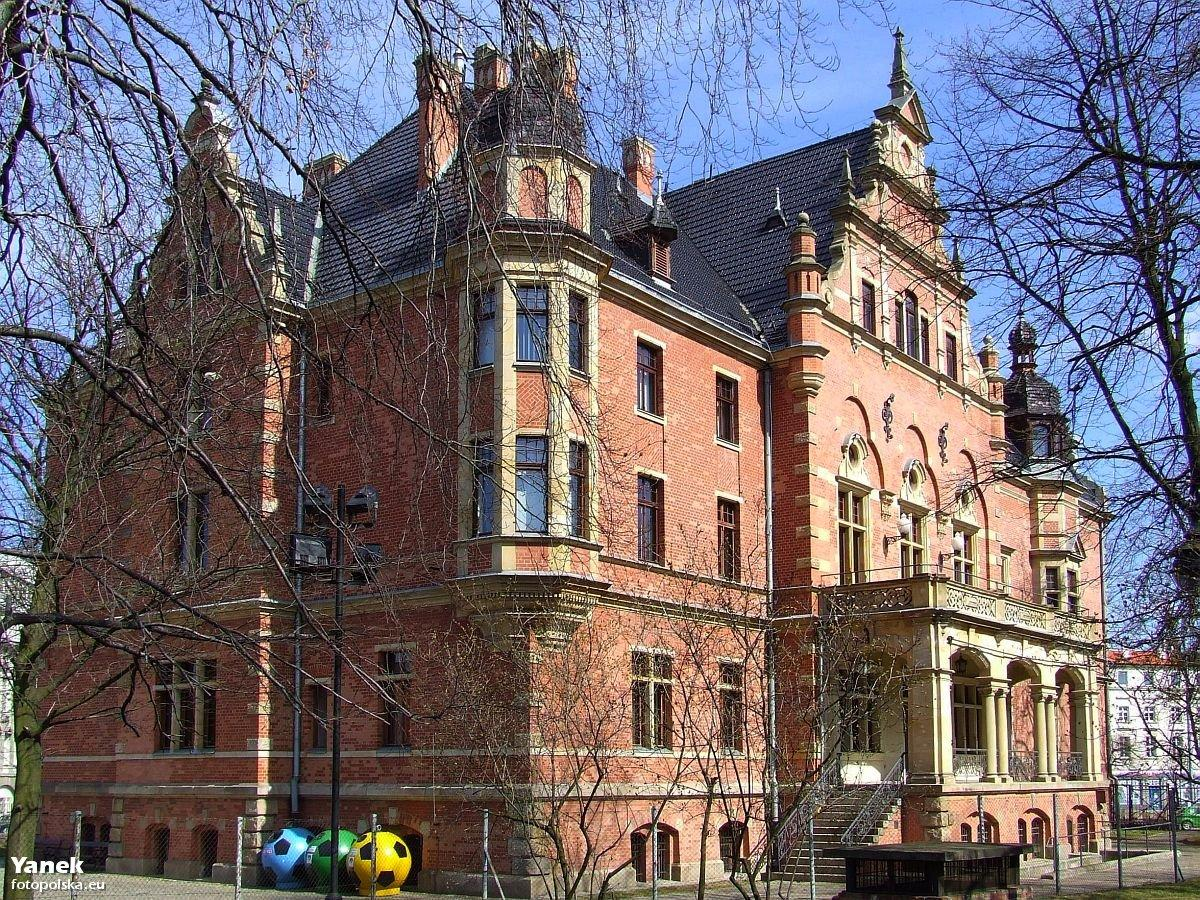
Задня частина будівлі
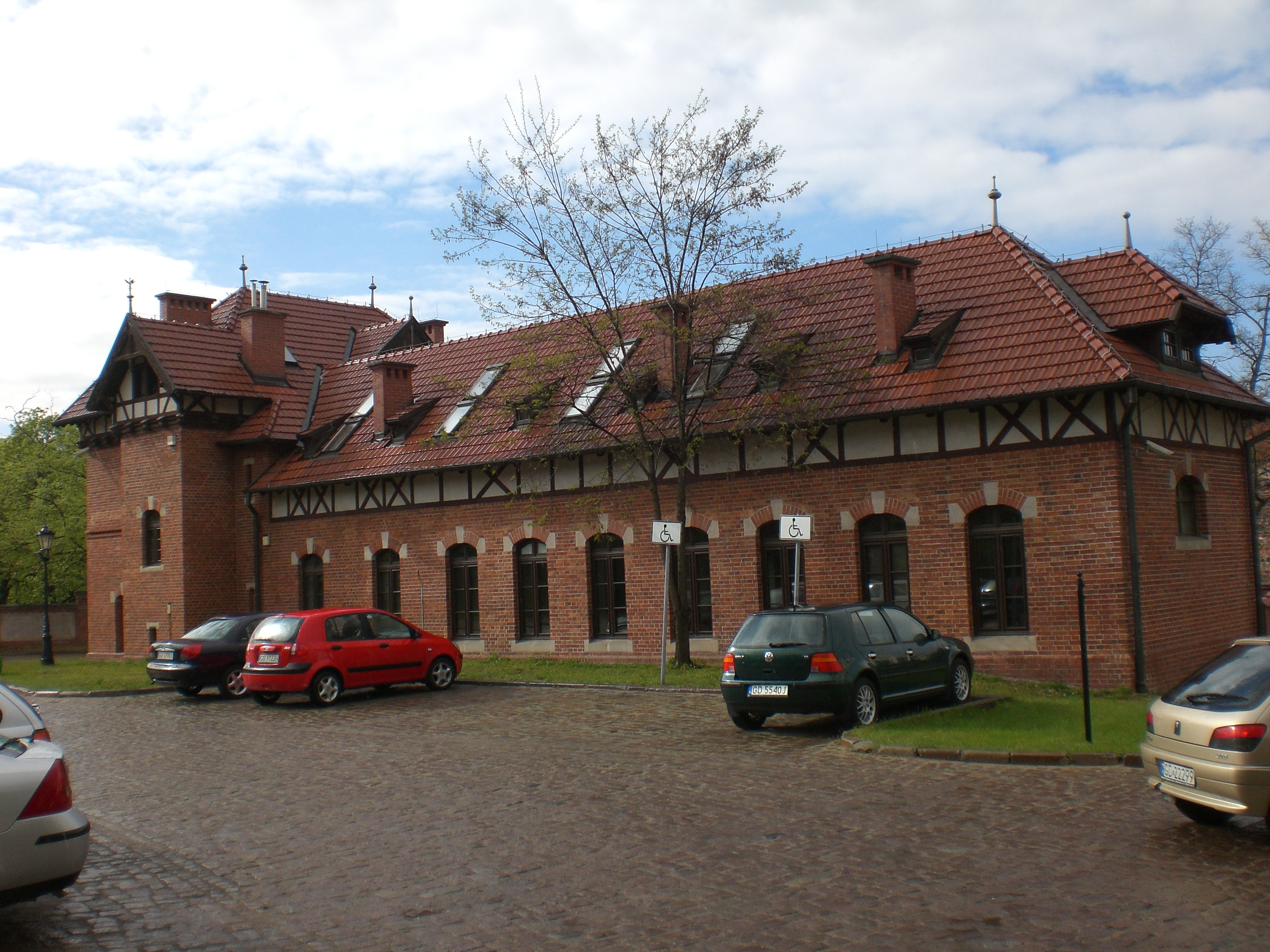
Стайня
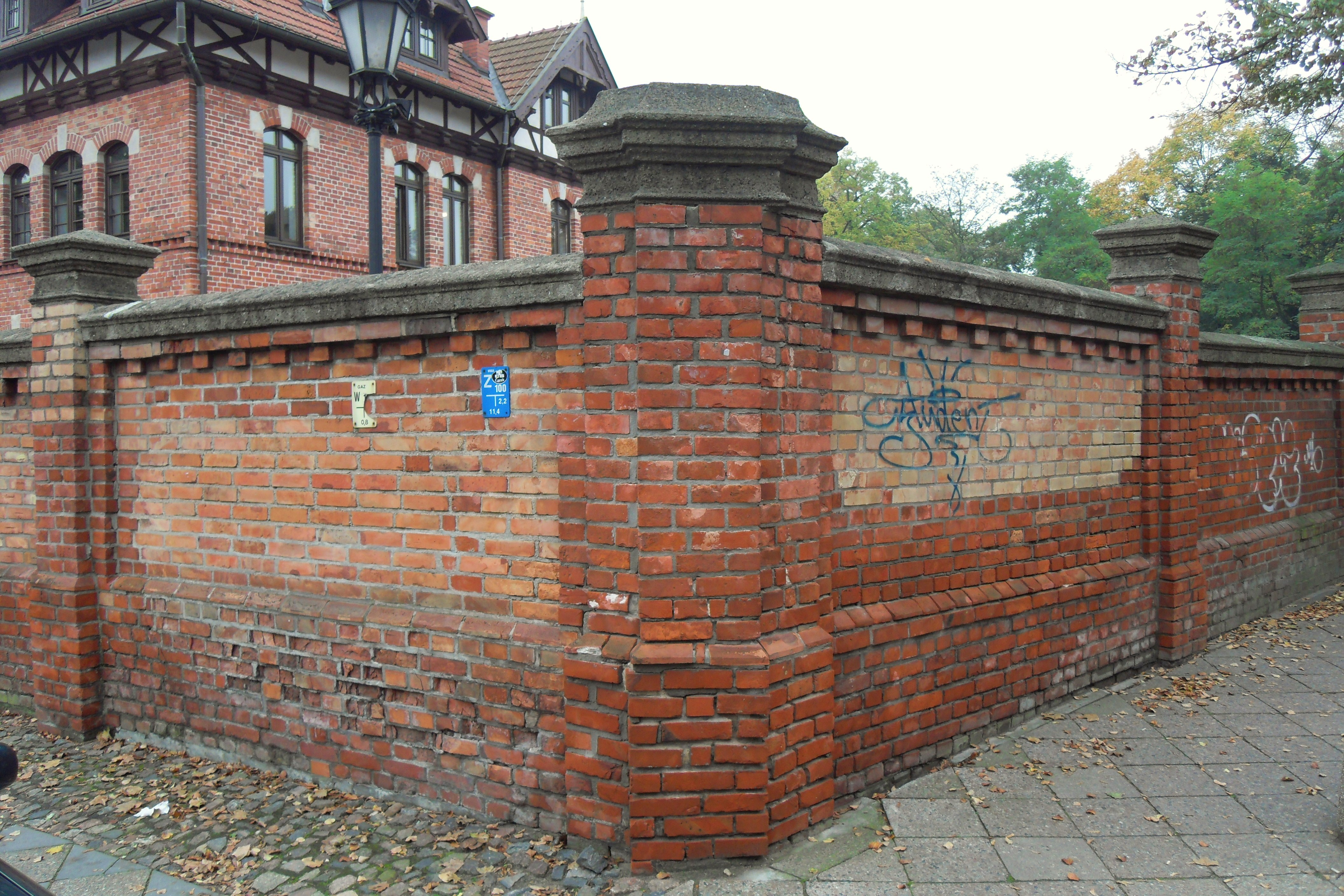
Цегляна стіна
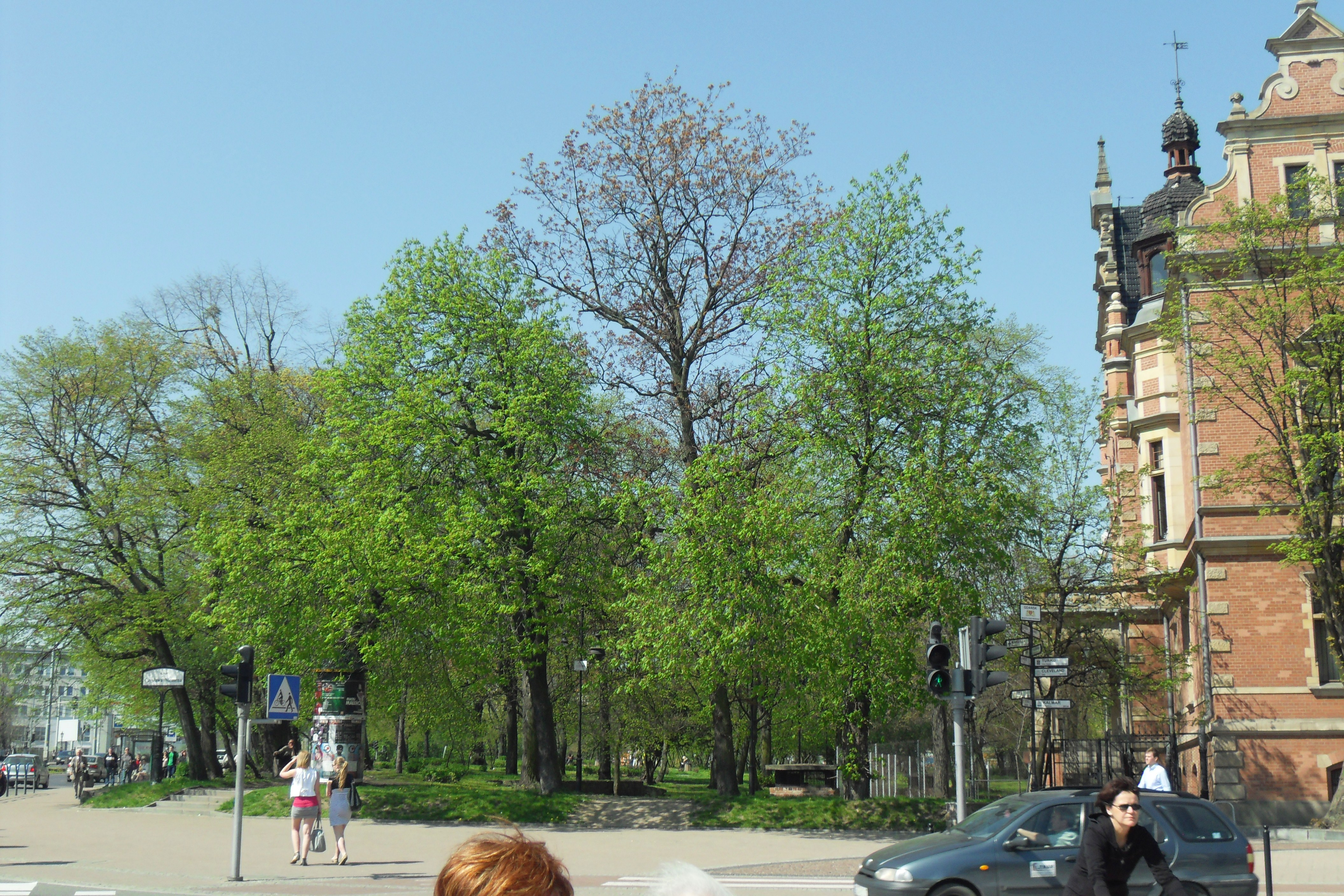
Парк